# Ranunculus cupreus
Ranunculus cupreus là một loài thực vật có hoa trong họ Mao lương. Loài này được Boiss. & Heldr. miêu tả khoa học đầu tiên năm 1849.